# Dartry Mountains
Le Dartry Mountains sono un insieme di basse montagne che costituiscono una vera e propria catena, collocata in Irlanda, nella provincia di Connacht e che segna il confine tra le contee di Leitrim, Sligo, Donegal. Il monte più alto delle Dartry Mountains è il Benbulben, che sovrasta la città di Sligo.